# Alluvione del torrente Picone
L'Alluvione nel bacino del torrente Picone avvenne la sera del 22 ottobre 2005 causata da un violento nubifragio che colpì la provincia di Bari provocando la morte di 7 persone, molti feriti e ingenti danni a cose. In poche ore le forti piogge superarono i 160 mm.  Il maggior evento tragico fu causato dal cedimento di un ponte sopra il letto di un fiume in secca a Cassano delle Murge che crollò. A Bari un'auto fu trascinata in un canale in mare, uccidendo una persona.

## Disastri collegati
Il giorno seguente l'Eurostar 9410 Taranto-Milano (un treno ETR 500) partì da Taranto alle 5:35 del mattino, con a bordo 60 passeggeri. Alle 6:40, tra le stazioni di Acquaviva delle Fonti e di Sannicandro, il terreno su cui stava passando il treno cedette in uno smottamento improvviso.
Le rotaie rimasero integre e sospese sopra un enorme buco di oltre 20 metri creatosi dallo smottamento stesso, con le vetture rimaste in piedi ma uscite fuori dal percorso ferroviario mentre passavano sopra il terreno ceduto. Particolare effetto fece la motrice E404 di coda sospesa sul burrone. Stando ai tecnici delle Ferrovie dello Stato, solo l'alta velocità del treno avrebbe impedito la tragedia completa, con il precipitare del treno dal burrone. Il deragliamento causò il ferimento di 30 persone.